# Двуцветный фруктовый голубь
Двуцветный фруктовый голубь (лат. Ducula bicolor) — вид птиц семейства голубиных. Подвидов не выделяют. Обитает в лесах, манграх и кустарниках в Юго-Восточной Азии, начиная с Мьянмы и Таиланда до острова Ява на юге и на восток до Филиппин и Новой Гвинеи (полуостров Чендравасих).  Населяет небольшие острова и прибрежные территории. В этих местах он довольно обычен.
Таксономия этого вида не является до конца решённым вопросом. Иногда в него в качестве подвидов включают некоторые другие виды рода (Ducula spilorrhoa, Ducula subflavescens, Ducula luctuosa). Широко распространённый номинативный подвид двуцветного фруктового голубя отличается чисто белыми бёдрами и подхвостьем (хотя последнее часто бывает с тёмным пятном на самой верхушке), и узким голубоватым с тёмной вершиной клювом. У прочих подвидов бёдра и подхвостье несут чёрные пятна, в окраске клюва присутствуют желтоватые тона. Ducula melanura, обитающий на Молуккских островах, иногда считают подвидом Ducula spilorrhoa или Ducula bicolor, так как он имеет черты обоих видов.